# NOiSE
NOiSE ist ein Manga von Tsutomu Nihei aus dem Jahr 2001. Er bildet das Prequel zu seinem erfolgreichen Werk Blame!. Das letzte Kapitel von NOiSE enthält Tsutomu Niheis 1994 in der Manga-Zeitschrift Afternoon erschienenen Debütmanga BLAME.

## Handlung
Musubi Susono und ihr Partner Clauthor, beide Polizisten, beschäftigen sich mit einem Fall von zwölf verschwundenen Kindern, allesamt nicht in der Bürgerliste registriert und somit „minderwertig“. Bei der Suche nach ihnen stoßen die Polizistin und ihr Partner im Untergrund auf eine geheime Sekte, die es sich zur Aufgabe gemacht hat, das sogenannte „Netz-Chaos“ heraufzubeschwören. Die Sekte kann Musubis Partner gefangen nehmen und benutzt ihn, um aus ihm eine neuartige Kreatur auf Siliziumbasis zu erschaffen. Diese greift Musubi sofort an. Nur mit Hilfe eines schlagkräftigen Kurzschwertes, das sie sich aufgrund ihrer beschlagnahmten Dienstwaffe zuvor in einem Waffenladen gekauft hat, kann sie ihr Leben retten.
Später findet sie bei sich zu Hause den abgetrennten Kopf eines Wildschweins. Als sie danach zum Waffenladen geht, ist dort die Polizei, denn im Laden wurde der abgetrennte Kopf des Verkäufers gefunden. In der U-Bahn trifft Musubi dann auf ein Mitglied der Sekte, das im Zug eine Kiste mit Kinderköpfen hinterlässt, die kurz darauf, wie zu Anfang Clauthor, zu einer neuartigen Kreatur mutieren. Musubi tötet diese mithilfe ihres Kurzschwertes.
Auf eigene Faust stellt sie Nachforschungen an und findet heraus, dass die Sekte nur Kinder entführt, welche keine so genannten „Netzwerkimplantate“ besitzen. Bei dem Versuch eine Verbindung zur Netzwerksphäre aufzubauen, stellt sie fest, dass ihre ID nicht länger registriert ist. Als sie dann durch die Straßen läuft, kommt sie an einem klingelnden Telefon vorbei, an dem sich Clauthor meldet. Er erzählt ihr, sein Bewusstsein befände sich jetzt in der Netzwerksphäre. Die Verbindung wird unterbrochen und es tauchen zwei frühe Formen der Siliziumleben auf und töten Musubi im Kampf.
Als sie wieder zu sich kommt, befindet sie sich in der Netzwerksphäre. Ihr Körper wird derweil außerhalb der Netzwerksphäre auf Siliziumbasis wiederhergestellt. Sie kehrt in ihren neuen Körper zurück. Die beiden Siliziumleben tauchen nun auf und kämpfen gegen Musubi. Sie tötet beide im Kampf. Nun versucht sie alle Siliziumleben zu vernichten, um ihre Ausbreitung zu verhindern, was ihr jedoch nicht gelingt.
Die Sekte und die Siliziumleben, die aus ihr entstanden, haben sich gestohlener Schutzwehrtechnologie bedient.

## Veröffentlichungen
Der Manga erschien von Februar 2000 bis März 2001 im Manga-Magazin Afternoon Season Zōkan, einer ehemaligen Sonderausgabe des Afternoon. Im Oktober 2001 wurde NOiSE im Kōdansha-Verlag als Sammelband herausgegeben.
Die Serie wurde ins Französische, Chinesische, Koreanische, Englische und Deutsche übersetzt. Die deutsche Herausgabe erfolgte im Februar 2004 bei Egmont Manga & Anime.